# Layàl Abboud
Layal Mounir Abboud (Kaniseh, 15 de maig de 1982) és una cantant pop libanesa, cantant de música folk, poeta lírica, ballarina, model i humanitària musulmana.
Nascuda en una família de músics del sud del poble libanès de Tir a Kniseh, Abboud és una antiga oficial de les forces de seguretat i va estudiar literatura anglesa a la Universitat de Líban, traducció a la Universitat Àrab de Beirut i expressió musical a la Universitat Americana de Ciència i Tecnologia. Va aparèixer per primera vegada a la sèrie Studio El-Fan el 2001-02. La carrera musical d'Abboud va començar a ser coneguda amb el llançament del seu primer disc Fi Shouq, publicat a finals de 2007. Canta en diferents dialectes àrabs, és coneguda per la seva presentació de música folklòrica libanesa i pels concerts i gires que fa a l'estiu. Forma part del Sindicat d'Artistes Professionals del Líban.

## Biografia

### Joventut
Va néixer en una família musulmana. El pare i la mare d'Abboud, anomenats Mounir i Maryam, tenien tres germans i sis germanes entre ells. De petita va començar a cantar i ballar i era fan del cantant de pop egípcia Amr Diab. El seu pare la va animar i li va comprar un violí quan ella tenia sis anys. A partir dels 14 anys va treballar com a tutora privada per a més de 13 estudiants. Va estudiar literatura anglesa a la Universitat libanesa i traducció a la Universitat Àrab de Beirut, on es va graduar amb un màster. Va estudiar música al Conservatori Superior Superior de Música del Líban durant dos anys.
Abboud va ser oficial de la Força de Policia del Líban, treballant durant dos anys com a agent de seguretat al departament d'inspecció de l'aeroport internacional de Beirut-Rafic Hariri.

### Carrera musical
Va aparèixer a la televisió per primera vegada al programa Studio El-Fan la temporada 2001-02. Va cantar a diversos cafès i restaurants de Beirut, acabant treballant en xarxa amb músics com Richard Najm, Tony Abi Karam i Salim Salameh. Va continuar estudiant música amb Richard Najm i el 2006 es va convertir en una multiinstrumentista experta en oud, orgue i guitarra. El seu primer àlbum, Fi Shouq es va llançar a finals de 2007. En una entrevista a mitjans egipcis sobre la seva afició a la música, va afirmar: "La música és la meva vida!"
S'ha inspirat en la música d'Ammar El Sherei, Baligh Hamdi i Sabah a qui va qualificar de "l'ideal de la meva carrera artística". Al juliol de 2014, Abboud també va dir que està molt atreta pels músics francesos: "possiblement perquè sóc una mica romàntica sense esperança", va dir.
A més de cantant i música, també és poeta i compositora, tot i que afirma que s'absté de publicar poesies o composicions per centrar-se en la seva carrera musical assessorada pel seu gerent Dory Shehade.

### Carrera empresarial
El 2014 va anomenar Akel Fakih "el cervell" de la manera de vestir de la seva vida professional, social i diària. El 2015, Akel Fakih va dir que treballa amb Layal Abboud "d'una manera molt distintiva i exclusiva, tot dient que" hi ha una química que em reuneix en la moda. Ha elaborat el seu equip de moda dient: "Elie Samaan em fa el cabell i el maquillatge; el meu estilista és Serene Assaad i el meu fotògraf és Hussein Salman". El 12 d'octubre de 2017, va aparèixer públicament per primera vegada com a model de moda dissenyada per Akl Fakih, a l' esdeveniment Design & Brands celebrat al Four Seasons Hotel de Beirut. va fundar la companyia de planificació de casaments amb seu a Amman, Loulou Secret. També dirigeix la productora Layal Productions per la seva música.

### Polèmiques
Algunes vegades anomenada artista seductora i femme fatale per Al Akhbar i altres crítics, va aparèixer al programa Bala Teshfir a la xarxa Al Jadeed el 2015 afirmant: "Ser audaç no és seducció". Creu que hi ha un biaix contra ella i va dir: "Sóc una artista normal i contemporània de la moda".
El 2016 es van publicar imatges falsificades atribuïdes a ella. Va demanar a l'advocat Haitham Tarshishi que presentés una demanda contra "tots els implicats en la falsificació d'una imatge que se li atribueix a través de les xarxes socials, acompanyada de paraules ofensives. L'agost de 2016, la libanesa Broadcasting Corporation va informar que un sospitós havia estat arrestat.
L'abril de 2017, com a convidada al programa satíric LBCI La-hon Wa-bas, organitzat per Hicham Haddad, Abboud va condemnar un número de la revista Nadine per definir el seu pit i la forma de la cara amb paraules ofensives. Va acusar la revista d'intentar augmentar el nombre de lectors en silenciar i simplificar excessivament el seu contingut. Abans, el 26 de juny de 2017, va criticar fermament la premsa groga dels periodistes musicals libanesos.

### Vida personal
Es va traslladar a Beirut el 2009. Es preocupa per la seva salut física i elegància. El juny del 2017 va confirmar públicament que havia estat sotmesa a rinoplàstia, però que la resta de les seves característiques no eren el resultat d'una cirurgia plàstica, afirmant que "El secret de la meva bellesa és l'esport". Defensa la prohibició pública de fumar al Líban, i diu: "S'han d'assignar zones per a fumadors i per a no fumadors". Interessada en l'esport i l'equitació des de la infància, té quatre cavalls que guarda al poble de Tanbourit, al districte de Sidon, al Líban. Es diuen Rim, Loulou, Khaybar (amb el nom de Khaibar-1) i Layal (amb el seu nom de pila).
És un musulmana practicant. Dejuna i s'absté d'actuar durant el Ramadà i celebra els àpats de l'alba i de la posta de sol de Suhur i Iftar amb la seva família. Participa en activitats filantròpiques i s'ha descrit a si mateixa com una "persona generosa anormal".
A mitjans de gener de 2018, van robar joies i diners en efectiu de casa seva, en un robatori estimat en uns 100.000 dòlars EUA pel seu ajudant.

### Matrimoni i família
Es va casar als setze anys el 1998 i va donar a llum al seu únic fill, Jad, el 2004. Finalment es va divorciar del seu marit, i posteriorment va descriure el matrimoni com a "molt formal", afegint: "El meu primer matrimoni va ser el resultat d'una història d'amor. Sóc una dona romàntica i somiadora ". El juny del 2017 va dir: "Per respecte entre nosaltres, ens vam divorciar i vaig escollir la meva carrera artística".
L'agost de 2017, Abboud va parlar de la seva relació amb un diplomàtic libanès, dient que havia finalitzat a causa de les seves trajectòries professionals divergents. El 5 de maig de 2015 va dir que hi havia una nova història d'amor a la seva vida.
Sobre la seva relació amb la seva família, el 15 de juny de 2017 va dir que estava molt relacionada amb el seu pare Mounir quan vivia entre la seva família. Però més tard, quan va créixer i va tenir un fill "que es va adonar del valor de la seva mare", va presentar una cançó i la va regalar a la seva mare, Maryam, cosa que va provocar el retorn dels seus pares de l'estada a l'Aràbia Saudita al Líban i va decidir viure a prop de cadascuna d'elles. altres.